# Jean-Bruno Gassies
Pour les articles homonymes, voir Gassies.
Jean-Bruno Gassies, né le 25 octobre 1786 à Bordeaux et mort le 16 octobre 1832 à Paris, est un peintre néoclassique français.

## Biographie
Entré à l’École des beaux-arts de Paris en 1814, il est l’élève de Pierre Lacour puis de François-André Vincent et Jacques-Louis David. Il expose régulièrement au Salon de 1810 à 1833. Il remporte le premier prix du Salon de Bruxelles de 1811. Il œuvre dans les genres de la peinture d'histoire, de genre et de paysage. Il est nommé chevalier de la Légion d'honneur le 21 août 1822,.
Il est le père de Jean-Baptiste Georges.

## Envois aux salons
- 1810 :
  - Homère abandonné sur un rivage par des pêcheurs
  - Une Famille naufragée
  - Un Laboureur tient d'une main une tête de mort et de l’autre une épée rongée de rouille, musée de la Chartreuse de Douai, détruit

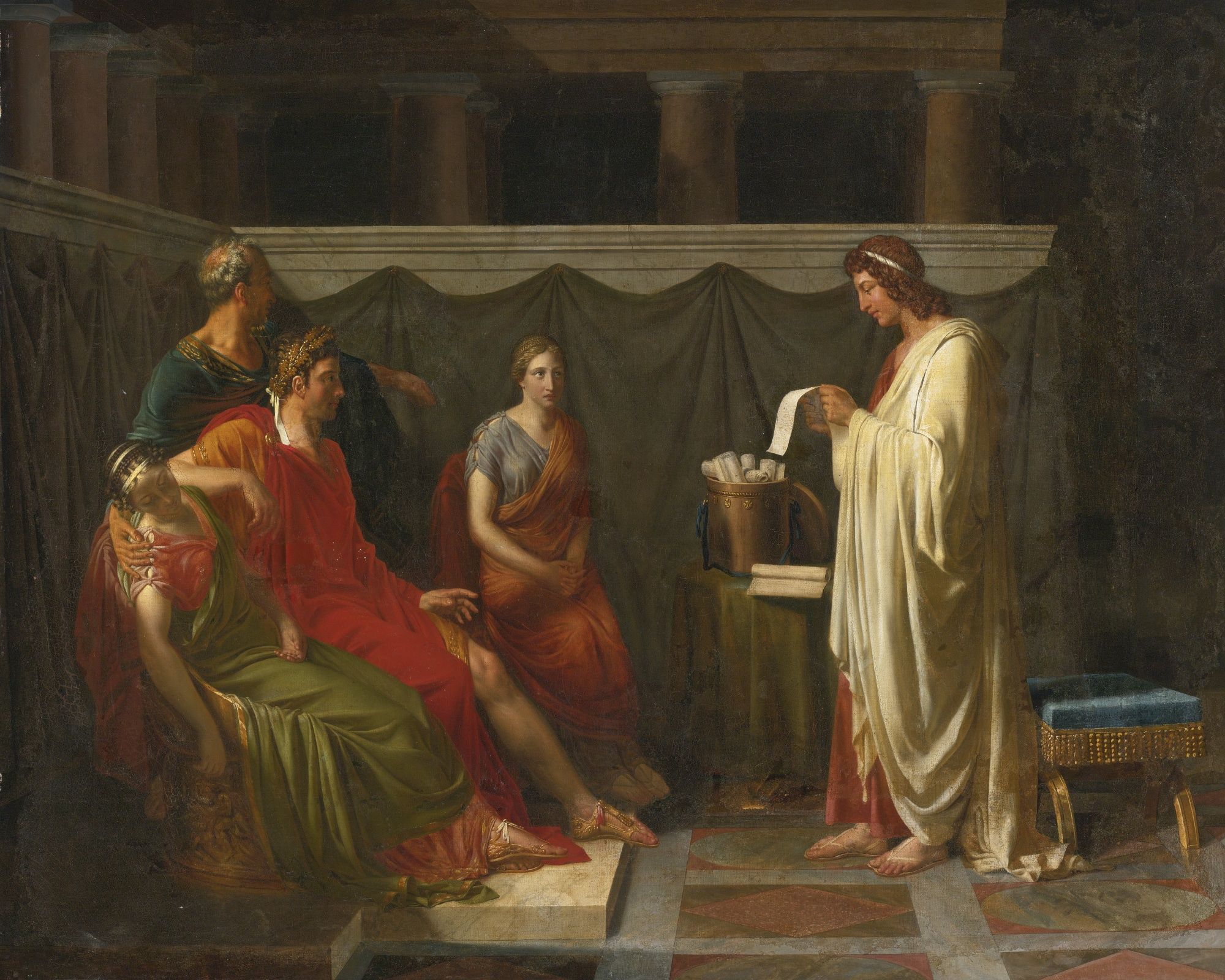
Virgile lisant son Énéide devant Auguste

- 1814 : Virgile lisant son Énéïde devant Auguste

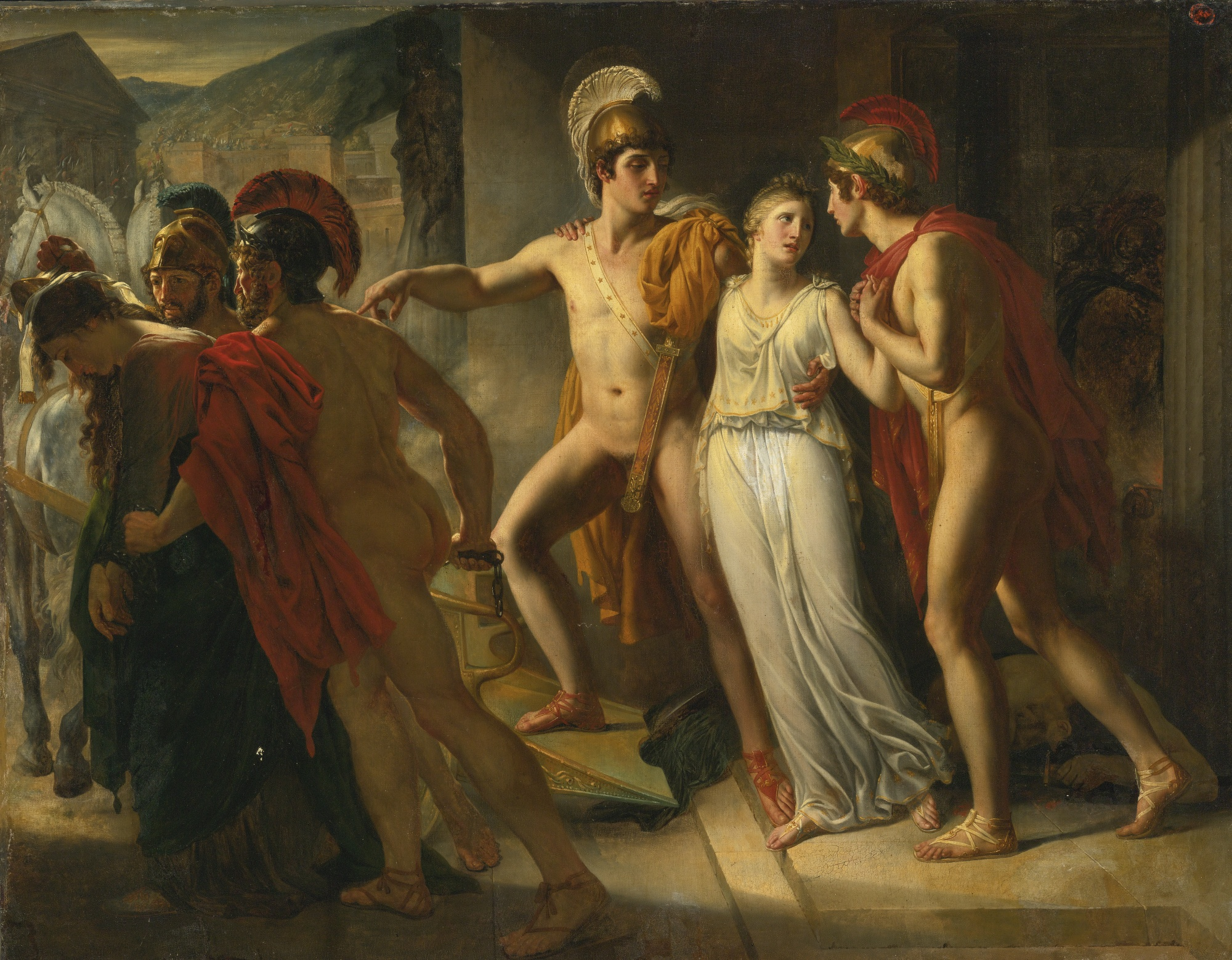
Hélène délivrée par Castor et Pollux

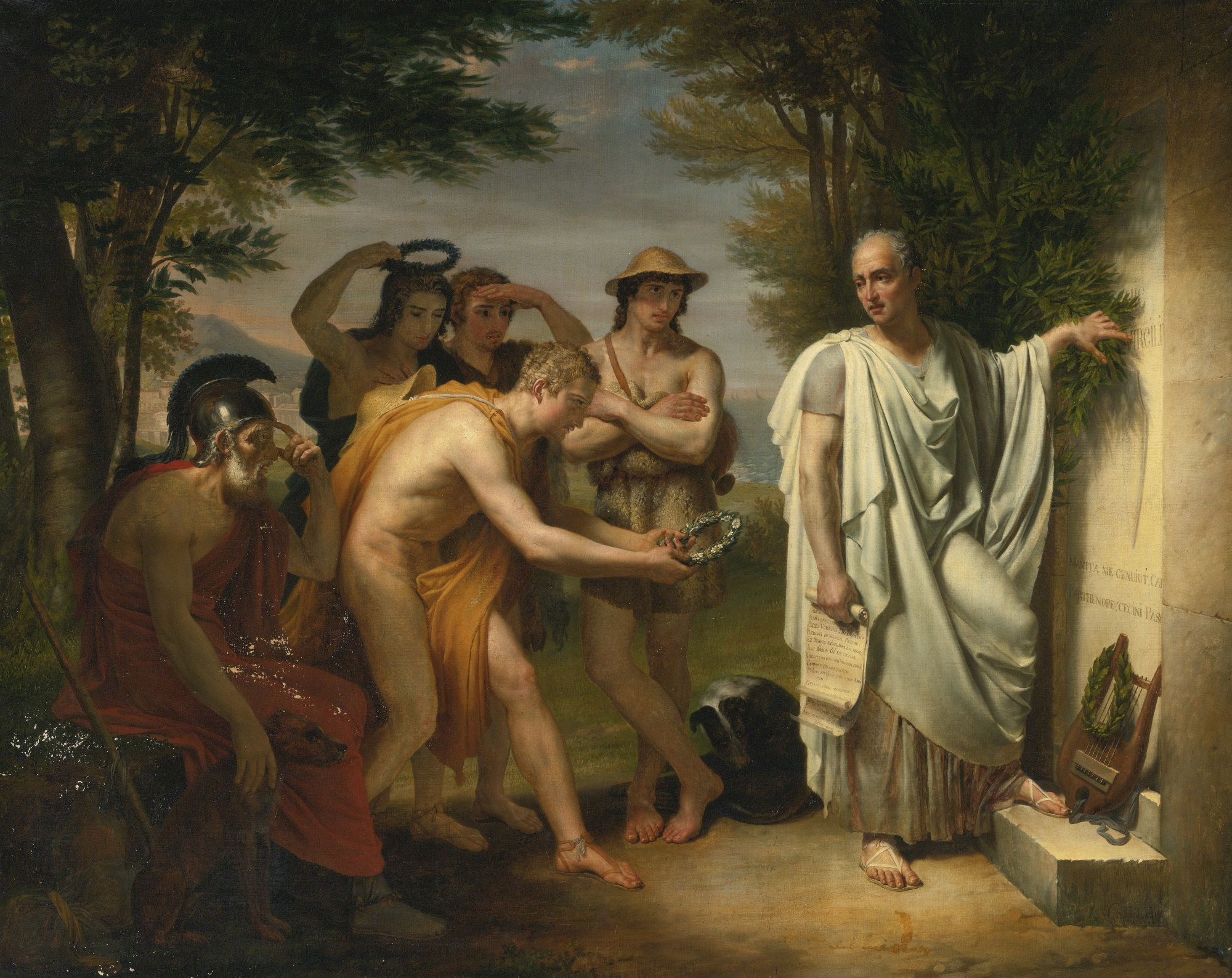
Horace au tombeau de Virgile

- 1817 : Horace au tombeau de Virgile
- 1819 :
  - Jésus et saint Pierre, marchant sur la mer
  - Dernière communion de saint Louis
  - Homère chantant des poésies devant des bergers
  - Vue d'un intérieur gothique en ruine
  - Portrait de M. de ***
  - Homère abandonné sur un rivage par des pêcheurs (réexposition du tableau de 1810)
- 1822 :
  - Saint Louis visitant ses soldats, mourant des maladies contagieuses qui ravageaient son armée, église Saint-Louis-d'Antin[réf. à confirmer]
  - Combat des Trente
  - ''Le Martyre de saint Appian (en), Cathédrale Saint-Sauveur d'Aix-en-Provence (nef), dépôt du Louvre
  - Marines
  - Vue des environs de Bath en Angleterre
  - Des Français échappés des prisons d'Angleterre sont surpris par une tempête
  - Intérieur de l’atelier d'un broyeur de couleurs
  - Dessous de la tour de l'église de Saint-Pierre-lès-Calais
  - Vue du bout de la jetée de Calais
  - Un Brouillard
  - Des Arabes attendent des naufragés pour s'en emparer

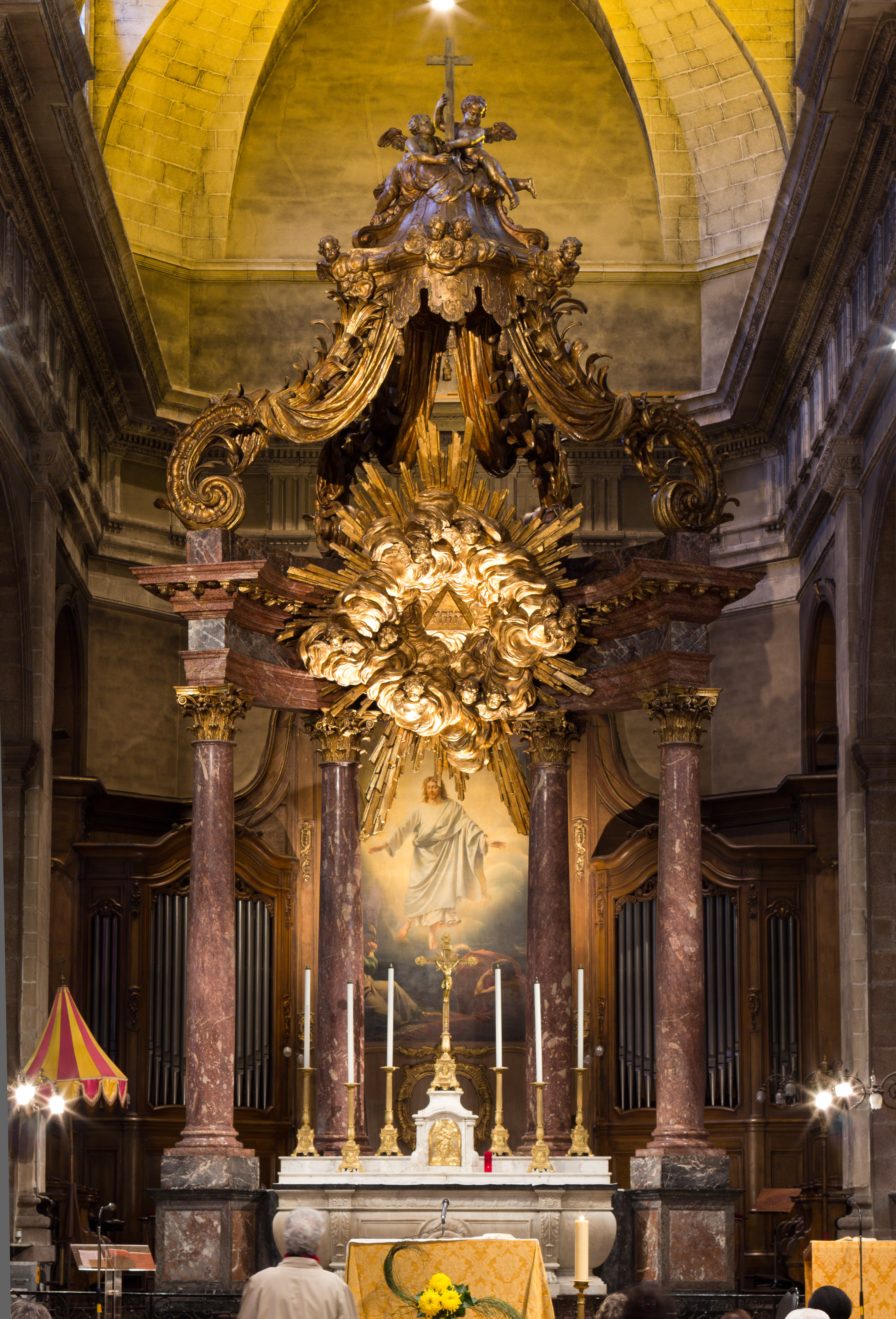
La Transfiguration (1824), Rennes, basilique saint Sauveur.

- 1824 :
  - La Transfiguration[3], basilique Saint-Sauveur de Rennes
  - Sainte Marguerite, reine d'Écosse, lavant les pieds aux pauvres[3]
  - Clémence de Louis XVII[3], musée de l'Histoire de France (Versailles)
  - La Prise de Santi Pietri
  - Intérieur de l’église de Saint-Pierre-lès-Calais
  - Intérieur d'une église près Paris
  - Vue du village de Sangate, près Calais
  - Effet de brouillard (deux tableaux)
  - Vue du lac de Lomond, en Écosse, près des cavernes de Rob-Roy
  - Rochers de Longheaven, en Écosse
  - Vue du cap Blanc-Nez
  - Vue du lac Lomond en Écosse
  - Entrée du port de Boulogne
  - Vue du rocher de Shakespeare, à Douvres
  - Vue du lac d'Ochar, près du lieu où se sont passés les massacres de Mac-Grégor
- 1827 :
  - Intérieur de l’église Saint-Nicolas à Boulogne-sur-Mer
  - Naufrage d'un pêcheur et de son enfant
  - L'Enfant d'un pêcheur secourant son père
- 1831 :
  - Intérieur de l’église de Saint-Prix, vallée de Montmorency, Paris, musée du Louvre
  - Vue de la vallée de Glen-Orky, en Écosse
  - Vue prise dans le Cumberland
  - Vue du lac Finé, en Écosse
  - Vue du lac Catherine, en Écosse
  - Vue du château de Douvres, effet de brouillard
  - Deux Pêcheuses de Boulogne surprises par la marée montante
  - La Femme du pêcheur attendant son mari
  - Une Pêcheuse retrouve le chapeau de son mari sur le rivage après une tempête
  - Portrait de M. D…, dans le costume de son voyage en Égypte
  - Un Arabe après avoir arraché une jeune femme à la brutalité des soldats et aux horreurs de l’incendie, est obligé de s'arrêter à l'entrée du désert, accablé de fatigues et par ses blessures. Un chef vient la réclamer.
  - Une Odalisque endormie
  - La Dissolution du Tribunal
  - La Garde nationale bivouaquant dans la cour du Louvre pendant le procès des ministres (22 décembre 1830), Musée de l'Histoire de France (Versailles)
  - Marine, effet de brouillard
- 1833 (exposition posthume):
  - Le petit Piémontais
  - Vue du Rocher de Dumbarton
  - Les petits Pêcheurs
  - Portrait de Madame ***
  - Portrait de M. Gustave N…
  - Arabes dans le désert, aquarelle

## Collections publiques

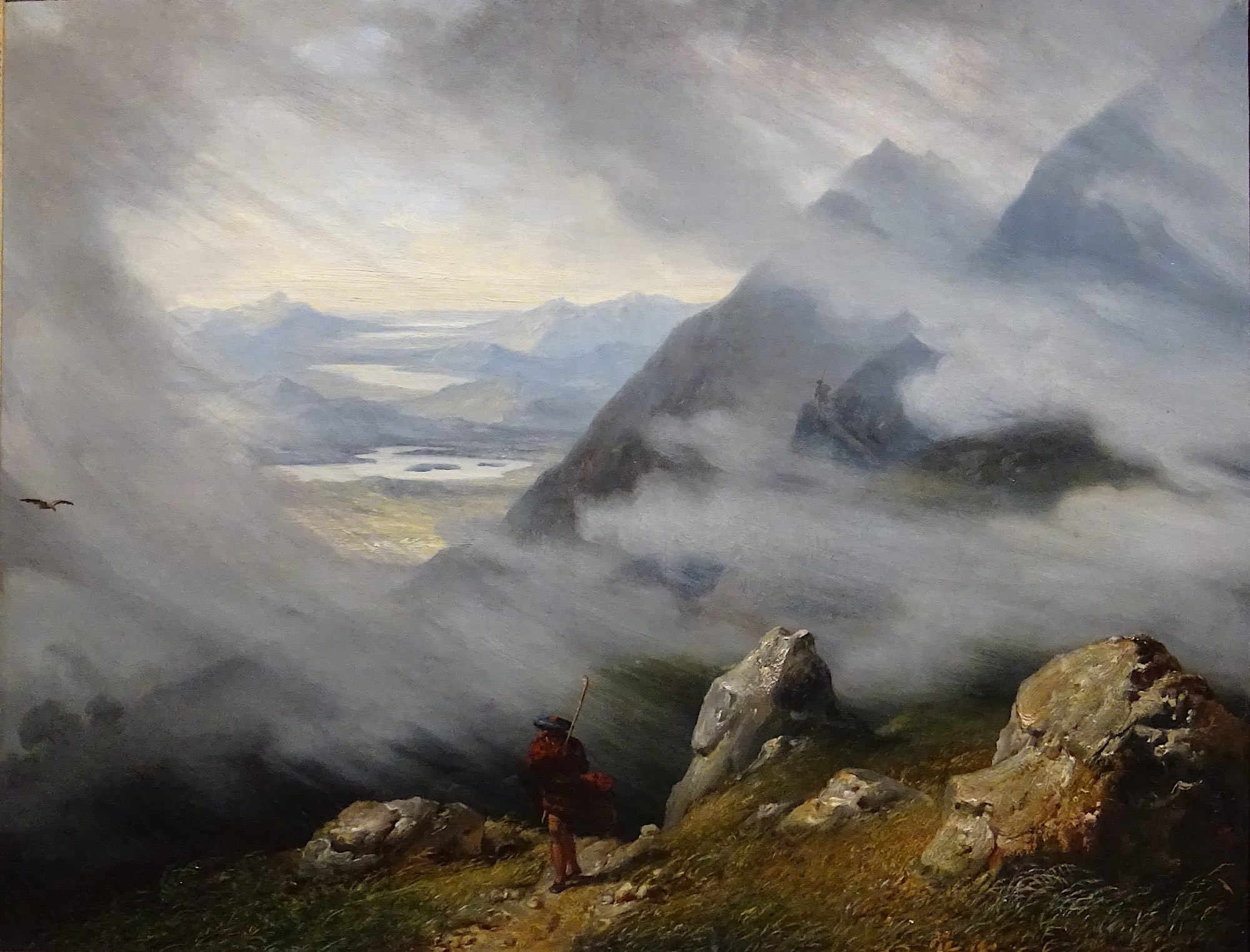
Paysage d'Écosse

- Cathédrale Saint-Sauveur d'Aix-en-Provence (nef), Le Martyre de saint Appian (en), 1822 (dépôt du Louvre : L 3987[4]) ;
- Autun, musée Rolin : Paysage d'Écosse, 1826
- Bordeaux, musée des beaux-arts : Portrait de Louis XVIII, 1820, d'après François Gérard
- Paris, musée du Louvre :
  - L'Aurore et Céphale
  - Diane et Endymion, vers 1810
  - La Paix, la Lustice, la Force, la Loi, vers 1827, plafond de la salle de la donation Thiers
  - Intérieur de l'église de Saint-Prix, vallée de Montmorency (Val d'Oise), 1828
- Versailles, musée de l'Histoire de France : Clémence de Louis XVII[3]